# Cibakpuszta

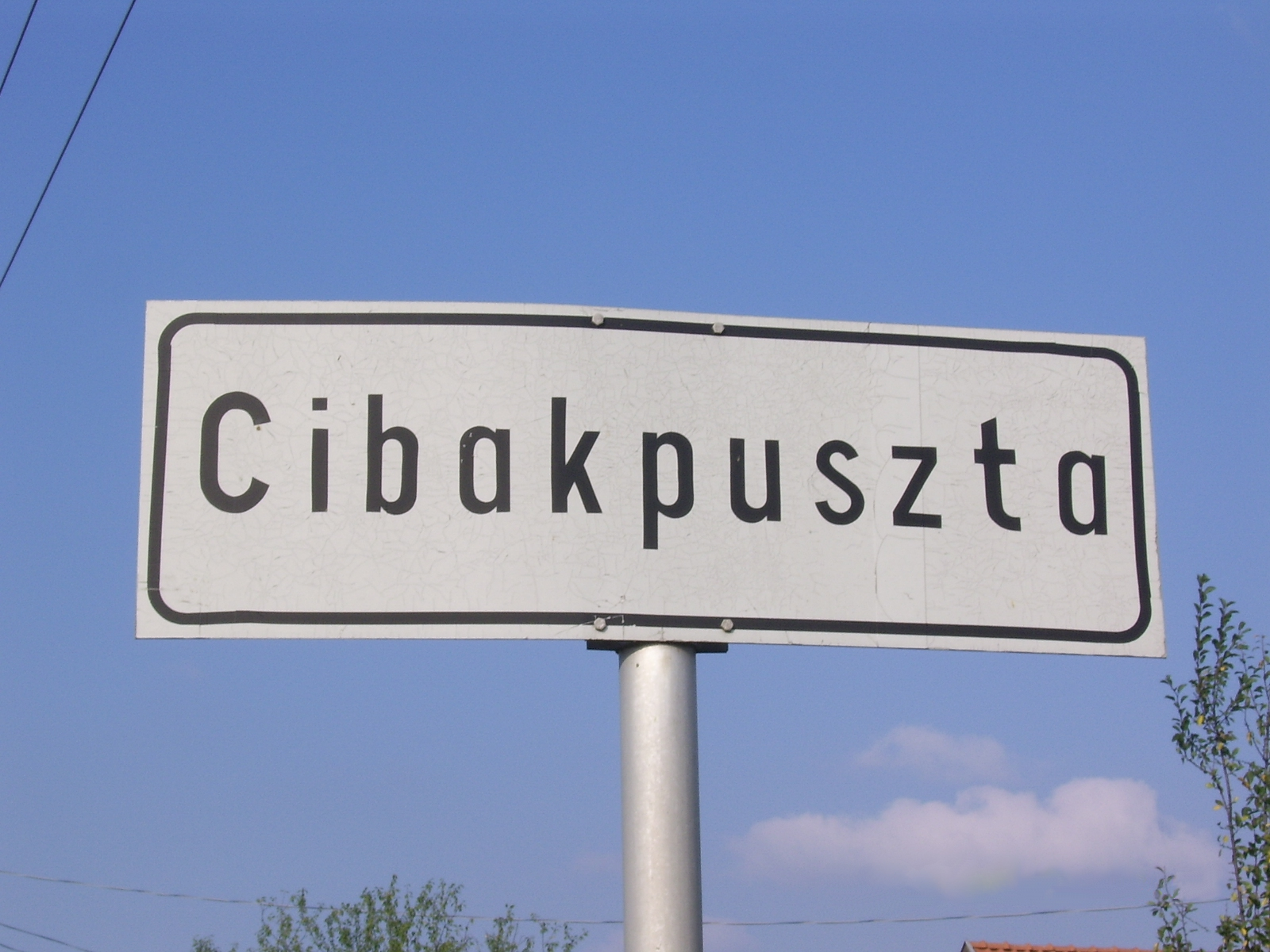
Cibakpuszta

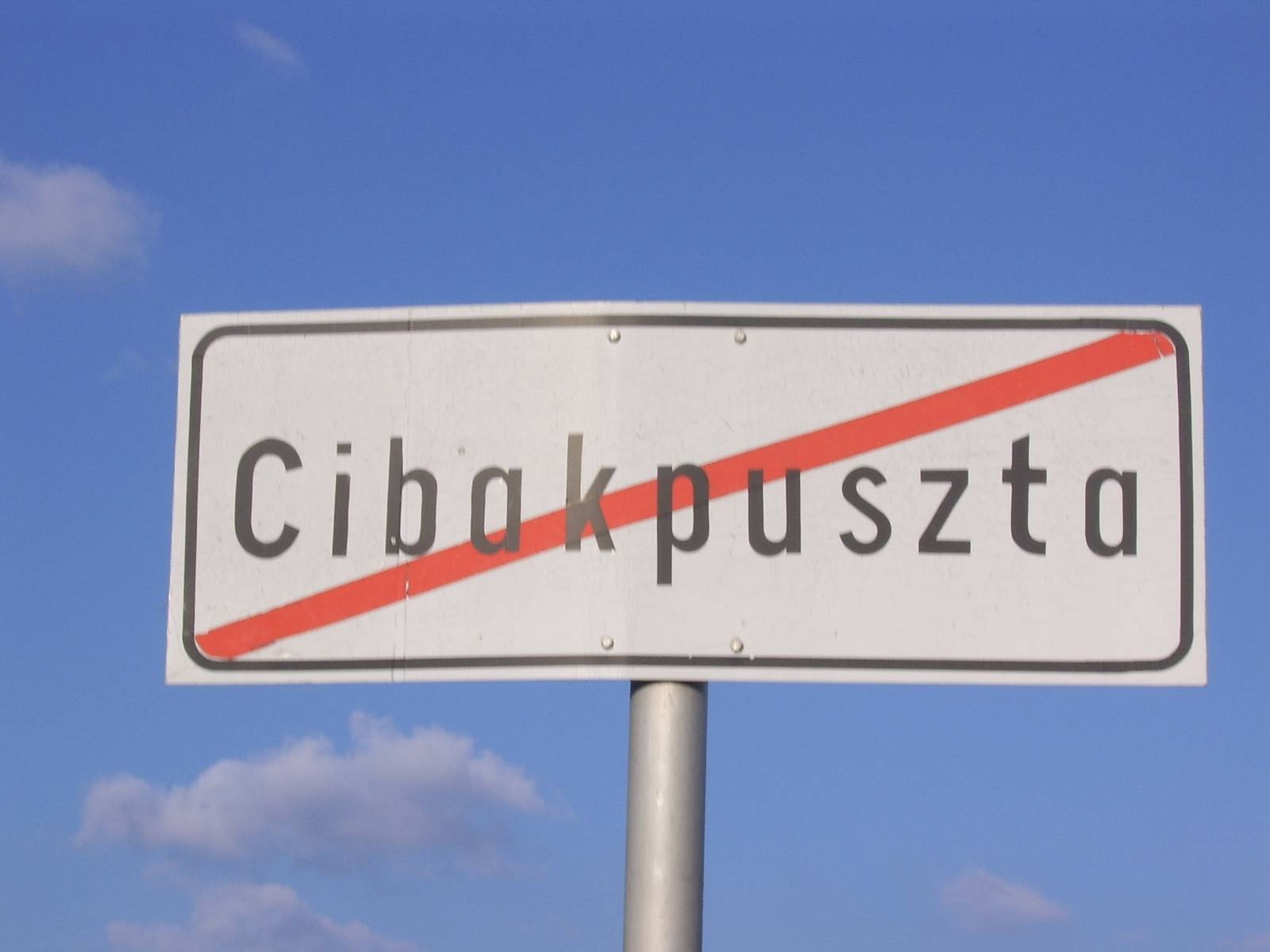
Cibakpuszta

Cibak vagy Cibakpuszta a Nagykállói járásban fekvő Balkány egyik különálló városrésze.

## Fekvése, megközelítése
A település központjától 4 kilométerre délre helyezkedik el, a 49 132-es számú mellékút mentén, innen lehet megközelíteni a város déli tanyavilágának úgyszólván összes tanyáját; Béketelepet, Csiffytanyát, Nádast, Déssytanyát, Nagymogyoróst és Tormáspusztát is.
A Szabolcs Volán buszjáratai közül a Nyíregyháza–Nagykálló–Balkány–Nyíradony viszonylaton közlekedő autóbusz Balkány felől Béketelep irányába hagyja el a városrészt, továbbá ugyanezen a szakaszon jár a Balkány–Nagymogyorós járat is, mely a várost a déli részekkel hivatott összekapcsolni. Cibak északi határában, Balkány belterületének közvetlenül a déli végén húzódott a MÁV 112-es számú Nagykálló–Nyíradony-vasútvonala, amely Nagykállót kötötte össze Nyíradonnyal. 2007. március 3-án gazdaságtalanságra és kihasználatlanságra hivatkozva leállították. Az utolsó évben már csak napi két pár vonat közlekedett a 23 kilométer hosszú vonalon. A megálló neve Cibak volt. Innen kapta a közkeletű nevét a vonalon közlekedő vonat is, a Kiscibaki.

## Története
Czibakpuszta az 1455-ös évben a szomszédos Szakoly település birtokosának, a Szakolyi családnak volt birtoka. Nevét a Szakolyon birtokos Szakolyi Gáspár unokájáról kapta, aki anyja Szakolyi Katalin révén kapta örökül a balkányi birtokrészt. Az 1400-as évek közepétől Balkány egy része a Szakolyi családé, Szakolyi Gáspáré lett, kitől anyja Szakolyi Katalin révén Czibak Imre kapta meg. Balkány határának e részét róla nevezték el Czibaknak, majd Czibakpusztának.
A török időkben a környék majdnem teljesen elpusztult, majd később a Kállay család tagjai szerezték meg Balkánnyal együtt.
Ma Balkány egyik városrésze 189 lakossal.

## Fontosabb helyek
- Ökumenikus Imaház

### Szent Jácint Görögkatolikus Óvoda
1909-ben jött létre az első kisded óvoda mely 1973-tól önálló intézmény. A növekvő igények eredményeképpen 1980-ban bővítették, jelenleg az óvoda 3 egységben, (Balkány–Fő u., Abapuszta, Abapuszta) 10 csoporttal működő önálló intézmény, ahol 37 szakképzett dolgozó látja el a 270 gyermeket.